# یوزف گوشل
یوزف گوشل (۱۹۱۶ - ۱۹۶۳) (به آلمانی: Josef Gauchel) بازیکن فوتبال و مهاجم اهل آلمان است که از سال ۱۹۳۶ میلادی عضو تیم ملی فوتبال آلمان بوده‌است. وی در ۱۶ بازی ملی حضور داشته است و آخرین بازی ملی خود را در سال ۱۹۴۲ میلادی انجام داد. یوزف گوشل در بازی‌های ملی‌اش ۱۳ گل به ثمر رساند.